# Linek Lajos
Linek Lajos (Gyönk, 1859. november 17. – Cleveland, 1941. augusztus) magyar festő és grafikus.

## Életútja
Fiatal korában katonatiszt volt, de otthagyva a hadsereget művészi pályára lépett. Elsősorban a Kakas Márton nevű élclapnak lett népszerű karikaturistája, de rajzolt karakteres társadalomkritikai élű karikatúrákat a kor szokásainak megfelelően a többi élclapokban is, mint a Borsszem Jankó, Mátyás Deák, vagy a Bolond Miska. Ismert volt illusztráció, és női portréi révén is. Megfestette Kossuth Lajost is Turinban, a halottas ágyon.
1907-ben Budapesten, 1908-ban Aradon, Nagyváradon és Temesvárott rendezett gyűjteményes kiállítást. 1910-ben kivándorolt az Egyesült Államokba (1917-ben tett állampolgári esküt Louis Linek néven), ahol főleg portréfestészettel foglalkozott. Amerikai tevékenysége részleteiben nem ismert. Clevelandben élt és dolgozott egyebek mellett számos amerikai-magyar lapnak, és angol nyelvű folyóiratoknak. Clevelandben ő készítette a magyar görögkatolikus templom belső díszítését (Buckeye Road and East 90th Street, épült: 1907).
Grafikai művei megtalálhatóak a Magyar Nemzeti Galéria gyűjteményében és a Legújabbkori Történeti Múzeumban is.